# بزرگ (فیلم ۱۹۸۳)
بزرگ (به هندی: Mahaan) فیلمی محصول سال ۱۹۸۳ و به کارگردانی اس. رامانتان است. در این فیلم بازیگرانی همچون آمیتاب باچان، وحیده رحمان، پروین بابی، زینت امان، آشوک کومار، امجد خان، شاکتی کاپور، قادرخان، آریونا ایرانی ایفای نقش کرده‌اند.